# Cadelbosco di Sopra
Cadelbosco di Sopra (emilián nyelven Cadelbôsch ed Sōver) település Olaszországban, Emilia-Romagna régióban, Reggio Emilia megyében. Lakosainak száma 10 613 fő (2023. január 1.). Cadelbosco di Sopra Bagnolo in Piano, Campegine, Castelnovo di Sotto, Gualtieri, Guastalla, Novellara és Reggio Emilia községekkel határos.

## Népesség
A település népessége az elmúlt években az alábbi módon változott:
| Lakosok száma | 10 637 | 10 691 | 10 613 |
|               | 2017   | 2018   | 2023   |